# Бернит, Майлс
Майлс Бернит (англ. Myles Fredric Burnyeat, 1 января 1939 — 20 сентября 2019) — британский философ-античник, также специалист по современной философии. Эмерит-профессор Кембриджа, член Британской академии (1984).
После школы в 1957-9 гг. служил в Королевском флоте, был подготовлен как переводчик с русского языка.
Затем окончил кембриджский Королевский колледж (бакалавр по философии), где учился в 1959-63 гг. После этого учился у Бернарда Уильямса на кафедре философии в Университетском колледже Лондона, где затем преподавал с 1964 года. В 1978-96 годах преподавал в Кембридже, университетский лектор классики, с 1984 года Лоуренсовский профессор античной философии, также являлся членом по философии новосозданного колледжа Робинсона Кембриджа. В 1996—2006 гг. старший член-исследователь по философии оксфордского Колледжа Всех Душ, затем его член-эмерит. В 2005/6 гг. президент Аристотелевского общества. С 2006 г. вновь в колледже Робинсона, ныне его почётный член.
Выступал в СМИ, автор пьес.
Продолжая числиться на службе в ВМС дорос до звания капитан-лейтенанта (1970), отставлен в 1974 году.
В 1984—2000 гг. был женат на Р. Пэйдел (расстались), а с 2002 года — на Х. Седжвик (ум. 2003).
Иностранный почетный член Американской академии искусств и наук.
CBE (2007) — за научные заслуги.
Почётный доктор DLitt Сент-Эндрюсского университета (2012).
Его работы переведены на французский, немецкий, итальянский, испанский, японский и др. языки.